# قصر أشبارو
قصر أشبارو هو قصرٌ (قريةٌ محصنة) في المغرب، يقعُ في منطقة جهة درعة تافيلالت. يرتفع عن سطح البحر بحوالي 914 متر.
أشبارو هي قرية صغيرة في المغرب، وهي جزء من بلدية النيف الريفية، في محافظة تنغير (منطقة درعة الطفيلة).
يقع أشبارو في منتصف الأطلس الكبير وفي منتصف الطريق بين الرشيدية ورزازات. تبعد بأقل من 80 كم عن وادي داديس، وهو جزء من الدائرة الرئيسية للسياح الذين يزورون الجنوب الكبير.
حول مدينة أشبارو توجد قرى: قصر أزكور، قصر توغزة، قصر مغنية، آيت سرود، أمغان، ميماريغين، بوديب، آيت لحبيب، تبوريت، تعللت، آيت زاجان، آيت بن زان، النيت.
كلمة اشبارو تأتي من الكلمة العربية أشبار بمعنى القلعة. يقال إن سكان أشبارو يأتون من مكان يدعى «الساقية الحمراء» أو «النهر الأحمر» باللغة الفرنسية. ثم أطلق على هؤلاء السكان اسم «عين العينين» الذي يعني ماء العينين أو المسيل للدموع إلى حد ما، لكننا لن نعرف أبدًا السبب. هل هو بسبب لون عيونهم؟ وهكذا، تم تسمية سكان «شباوي» في قرية أشبارو «يملوان» على أنه تصغير للكلمة البربرية «أمان نوال» التي تتوافق مع تعبير «ماو العينين»
بدأ كل شيء في قرية آية هدا (ليست بعيدة عن تنغير). ثم انتقل إلى أغرام اكديم (على التل بالقرب من اشبارو). ثم انتقل إلى اغرام اوجديد (على الجانب الآخر من نهر عسيف وأخيرا التثبيت النهائي في قلب قرية اشبارو
باختصار، فإن اغرام اكديم واغران اوجديد من الأحياء القديمة في القرية.
في الوقت الذي كانت فيه الحروب القبلية متكررة (الصراعات بين البربر والبدو الذين أرادوا غزو الأرض)، كان على السكان حماية أنفسهم من الأعداء لأنه لا غزاة الشوارع ولا مجرمو المنطقة يرحمون ضحاياهم. كان من الضروري بناء قلعة، «قصر» «إغرام» (باللغة البربرية)، ولكن تم بناءها علي ارتفاع. من التل، كانت مثالية لتكون قادرة على توقع الدفاع في حالة العدوان.
كان على العدو تسلق 200 متر على الأقل من هذا التل للوصول إلى المنازل. هذا هو أصل فكرة إنشاء هذه القلعة أو «القصر» التي تحمل الآن اسم اغرام اكديم أو المنازل القديمة. لقد تم إعطاءها هذا الاسم منذ سقوط القصر بسبب هدم المنازل في النهاية. كان اختيار هذا التل إستراتيجيا وحيويا. لقد كانت إستراتيجية لأن التلة سمحت للسكان بمراقبة العدو حول قريتهم وحمايتها، مثلها مثل القلاع والجسور في العصور الوسطى. كان ذلك أمرًا ضروريًا لأنه بجوار التل نهر «عسيف» ولكنه اليوم جافًا. يروي هذا النهر الحدائق النباتية الواقعة عند سفح التل. لقد قاموا بزراعة الطماطم والبطاطس والبصل وغيرها. نمت أشجار النخيل وأشجار التفاح والتين والنعناع.
من أعلى التل، كانت "Igram Akdim" عبارة عن برج مراقبة للاشبراويين. لكن الطقس السيء والمناخ انهكوا بنيان هذا القصر الرائع.
بعض المنازل، الأقل صلابة، بدأت تنهار. المنازل الأخرى المصنوعة بالكامل من الحجر والطين (خليط من الطين والقش) كانت قادرة على المقاومة. لكن العيش في «إكرام أكديم» أصبح خطيرًا: فقد هددت المنازل بالانهيار على أسر بأكملها - بسبب التآكل، يمكن أن تحدث انهيارات أرضية. قرر السكان الاستقرار على الجانب الآخر من نهر «عاصف» على بعد حوالي 400 متر، لبناء قصر آخر يسمى «اغرام اوجديد» بالقرية الجديدة. حيث تم بناءه لغرض الدفاع. في الوسط، كانت المنازل قريبة جدًا من بعضها البعض للسماح فقط للأزقة الضيقة بعرض 2 متر في المتوسط. في جميع أنحاء المنازل، تم استخدام جدار ارتفاعه حوالي 10 أمتار وضعت في المستطيل لحماية السكان. كانت نقطة الوصول الوحيدة داخل قصر أشبارو هي البوابة الرئيسية التي يحرسها حراس الشابي. للدخول إليها عليك أن تتباهى وتثبت أنك تنتمي إلى عائلة أشبو. كانت هذه هي الطريقة المتبعة لضمان سلامة القرية من خلال تصفية الدخلاء.
وفقًا لفاطمة مسعودي (Ta-alit)، تضم قرية أشبو الآن العديد من العائلات القريبة جدًا من بعضها البعض لتكوين عائلة واحدة. كل جار هو ابن عم أو ابن عم الآخر. في نفس العائلة، نجد الأطفال والآباء والأعمام والعمات وحتى الأجداد. تعيش العائلات في منازل وفيلات كبيرة. 
نحن مدينون للعائلات الخمس الأولى التي كانت تعيش في القرية في وقت «إغرام أكديم»: آيت حدو - آيت فاسكا (فاسكاوي) - آيت الشيخ علي - آيت علي - آيت حمزة.
وفقًا لمصدر آخر (على الأرجح وفقًا لشبراويز)، فإن سكان القرية هم من أب أنجب أربعة أشقاء أكبر منهم سناً: حدو وحمزة وفاسكا وعلي (يحمل الأخير نفس اسم والده). الأب الذي توفي قبل بضعة أشهر من ولادته). انضم إخلف وحمو عبد الله من تنغير إلى الإخوة المذكورين أعلاه. من الآن فصاعدًا، تضم القبيلة ست عائلات كبيرة: آيت حدو، آيت حمزة، آيت فاسكا، آيت علي، آيت أووكلفن وآيت حمو وعبد الله. الأخيران لهما أيضًا أخ ثالث لم ينجب أبداً. في الواقع، تسمى العائلتان آيت قرط إحسان: الثلاثة.
يوجد في أشبارو حوالي 2500 نسمة (أقل من 2% من السكان من أصول مختلفة) ولكل عائلة منزل. لتعليم الأطفال وتزويد السكان باحتياجاتهم، تم تجهيز أشبارو مع روضة أطفال خاصة، مدرستين ابتدائيتين، مدرسة ثانوية (تقع على بعد 10 كم من القرية)، كلية (تقع على بعد 4 كم قرية) من جمعية وملعب والمحلات التجارية القريبة.
في محيط أشبارو، نجد القرى المجاورة: أزكور وتوغزا ولغنية وتومارتي والنيف وآيت لحبيب.
أما بالنسبة لاقتصاد القرية
ففي الوقت الحاضر، تم إضعاف القرية بسبب هجرة العديد من العائلات إلى الغرب أو إلى الشمال من البلاد وغيرها، في فرنسا: هناك حوالي 90% من الأسر التي لديها واحدة على الأقل من أسرهم أعضاء في فرنسا يسمى "RME" أو المقيمين المغاربة في الخارج. عادة ما تأتي هذه السجلات الإلكترونية كل صيف، أو عدة مرات في السنة، لزيارة أحبائهم.
يمكن تفسير ظاهرة الهجرة هذه على النحو التالي: معدل البطالة في القرية مرتفع ومعدلات الإصابات مرهقة. ومع ذلك، فإن السكان الذين يعيشون هناك يشعرون بالراحة ويشاركون في الحياة المجتمعية. يغادر آخرون أو يرغبون في المغادرة على أمل الثراء للعيش بشكل أفضل.
اما عن عادات سكان اشبارو
فمن خلال حساسيتهم وانفتاحهم، فإن سكان اشبارو هم أناس مؤنسون للغاية ويحافظون على العادات. بالنسبة لبعض سكان القرية، نود أن نعيش في سلام وهدوء. بالنسبة للآخرين، نريد الحفاظ على الثروة، والتقاليد، والأصول، والتاريخ، والشرف التي هي كنز دفين لأسلافنا.